# Proteínas sanguíneas
Las proteínas sanguíneas, también denominadas proteínas plasmáticas, son proteínas presentes en el plasma sanguíneo. Cumplen muchas funciones diferentes, incluido el transporte de lípidos, hormonas, vitaminas y minerales en la actividad y el funcionamiento del sistema inmunológico. Otras proteínas de la sangre actúan como enzimas, componentes del complemento, inhibidores de la proteasa o precursores de la cinina. Contrariamente a la creencia popular, la hemoglobina no es una proteína de la sangre, ya que se transporta dentro de los glóbulos rojos, más que en el suero sanguíneo.
La albúmina sérica representa el 55% de las proteínas de la sangre, contribuye de manera importante a mantener la presión oncótica del plasma y ayuda, como transportista, al transporte de lípidos y hormonas esteroides. Las globulinas constituyen el 38% de las proteínas de la sangre y transportan iones, hormonas y lípidos que ayudan a la función inmunológica. El fibrinógeno comprende el 7% de las proteínas de la sangre; la conversión de fibrinógeno en fibrina insoluble es esencial para la coagulación de la sangre. El resto de las proteínas plasmáticas (1%) son proteínas reguladoras, como enzimas, proenzimas y hormonas. Todas las proteínas de la sangre se sintetizan en el hígado, excepto las globulinas gamma . 
La separación de proteínas séricas por electroforesis es una valiosa herramienta de diagnóstico, así como una forma de controlar el progreso clínico. La investigación actual sobre las proteínas del plasma sanguíneo se centra en la realización de análisis proteómicos de suero/plasma en la búsqueda de biomarcadores. Estos esfuerzos comenzaron con los esfuerzos de electroforesis en gel bidimensional, en la década de 1970 y, en tiempos más recientes, esta investigación se ha realizado utilizando la proteómica basada en LC- tandem MS. El valor normal de laboratorio de la proteína sérica total es de alrededor de 7 g/dL. 

## Familias de proteínas de la sangre
| Proteína de la sangre   | Nivel normal  | %   | Función                                                                |
| ----------------------- | ------------- | --- | ---------------------------------------------------------------------- |
| Albúminas               | 3.5-5.0 g/dl  | 55% | crear y mantener la presión oncótica; transportar moléculas insolubles |
| Globulinas              | 2.0-2.5 g/dl  | 38% | participar en el sistema inmunológico                                  |
| Fibrinógeno             | 0.2-0.45 g/dl | 7%  | Coagulación sanguínea                                                  |
| Proteínas reguladoras   |               | <1% | Regulación de la expresión génica.                                     |
| Factores de coagulación |               | <1% | Conversión de fibrinógeno en fibrina                                   |

Ejemplos de proteínas sanguíneas específicas: 
- Prealbúmina (transtiretina)
- Antitripsina alfa 1 (neutraliza la tripsina que se filtró del sistema digestivo)
- Glicoproteína ácida alfa 1
- Fetoproteína alfa 1
- alfa2-macroglobulina
- Globulinas gamma
- Beta-2 microglobulina
- Haptoglobina
- Ceruloplasmina
- Complemento componente 3
- Complemento componente 4
- Proteína C reactiva (PCR)
- Lipoproteínas (quilomicrones, VLDL, LDL, HDL)
- Transferrina
- Protrombina
- MBL o MBP